# Operazione Pyi Thaya
L'Operazione Pyi Thaya (in lingua birmana: ပြည်သာယာ စစ်ဆင်ရေး) è stata un'operazione militare condotta dal Consiglio di Stato per la Pace e lo Sviluppo nello Stato Rakhine in Birmania, durante il governo di Saw Maung.